# Adolphe Sellenick
Adolphe Valentin Sellenick est un compositeur et chef d'orchestre français, né le 3 septembre 1826 à Libourne et mort le 25 septembre 1893 aux Andelys (Eure). Il dirige la Musique de la Garde républicaine entre 1874 et 1884.

## Biographie
Fils d’un chef de fanfare militaire d’origine autrichienne né à Niederbronn, Sellenick a grandi à Strasbourg où il a étudié de 1841 à 1844 à l’École de Musique Municipale. Ayant appris à jouer de plusieurs instruments et à diriger les orchestres, il fonde, en 1847, la fanfare Sellenick.
Engagé à l’Opéra de Strasbourg comme premier violon puis premier cornet, il est nommé chef d’orchestre et occupera cette fonction jusqu’en 1873, date à laquelle il prend la direction de la Musique de la Garde républicaine à Paris, en remplacement d'un autre Alsacien, Jean-Georges Paulus, qui l'avait fondée en 1848. Il donnera de nombreux concerts en France et à l'étranger à la tête de cet orchestre qu'il dirigera jusqu'à sa retraite en 1884.
Il a composé un opéra-comique, Crispin, rival de son maître (1860) et de nombreuses marchés militaires dont la Marche Indienne qui a permis à V. Marceau, accordéoniste, de remporter, en 1913, le grand concours annuel de musique de Denain devant un jury médusé. Il a également effectué de nombreux arrangements. 
Empêché de retourner en Alsace par l'annexion par l'Allemagne à la suite de la guerre franco-allemande de 1870, Sellenick se retira en Normandie où il termina ses jours. La fanfare qu'il avait fondée à Strasbourg fut même dissoute par les autorités allemandes en 1887.